# Grov stöld
Grov stöld är brott enligt svensk rätt (8 kap. 4 § brottsbalken). Den som olovligen tager vad annan tillhör med uppsåt att tillägna sig det, dömes, om tillgreppet innebär 
skada och om brottet anses som grovt, för grov stöld till fängelse i lägst sex månader och högst i sex år.

Stölden av smycken för 327,000:- från Form/Design Center i Malmö 1986 var en grov stöld.

I Brottsbalken står:
Vid bedömande huruvida brottet är grovt skall särskilt beaktas, om tillgreppet skett efter intrång i bostad, om det avsett sak som någon bar på sig, om gärningsmannen varit försedd med vapen, sprängämne eller annat dylikt hjälpmedel eller om gärningen eljest varit av särskilt farlig eller hänsynslös art, avsett betydande värde eller inneburit synnerligen kännbar skada.